# Chiesa di San Domenico (Teramo)
La chiesa di San Domenico si trova nella città di Teramo ed apre la sua facciata lungo il corso di Porta Romana.
Fu elevata al rango di Vicaria della Cattedrale negli anni trenta, in occasione della chiusura del Duomo per i necessari lavori di restauro.

## Storia e caratteristiche
Fu edificata, con l'annesso convento, agli inizi del Trecento seguendo la disposizione di fondazione, redatta nell'anno 1287, dal Capitolo Provinciale dei Domenicani di Roma, da cui Teramo dipendeva.
La struttura interna della chiesa si mostra nell'allungamento di un'unica navata, coperta dal soffitto a due spioventi, e si conclude nel coro, a base quadrata, ricoperto da una volta. Le pareti sono riccamente affrescate e recentemente sono stati riportati alla luce dipinti del 1400 che rappresentano scene della vita di San Domenico. Sono presenti anche opere d'arte ed un pregevole organo.
Ai lati dell'altare maggiore, all'interno di due edicole risalenti al periodo rinascimentale, sono collocate a sinistra una Madonna adorante con Bambino, terracotta dipinta e dorata databile nella prima metà del XVI secolo, considerata un'opera attribuibile a Giovanni Antonio da Lucoli e a destra un gruppo in stucco policromo del XVIII secolo, eseguito da Michele Clerici, che rappresenta la famiglia di sant'Anna e san Gioacchino.
La chiesa fu restaurata e riaperta al culto per volere dello storico teramano Francesco Savini, del quale nella navata di destra esiste la tomba-mausoleo.
Vi è, inoltre, adiacente alla chiesa, la settecentesca Cappella del Santissimo Rosario affrescata da Gilberto Todini con stucchi del Clerici.
Negli anni trenta, quando fu necessario chiudere al pubblico il Duomo in occasione dei lavori di restauro ad pristinum della Cattedrale (lavori che eliminarono le superfetazioni barocche fatte realizzare dal Vescovo De Rossi), la chiesa di San Domenico, date le sue vaste dimensioni, fu elevata al rango di Vicaria della Cattedrale e, quindi, di chiesa principale della Diocesi.

### Il convento
Dell'attiguo convento trecentesco rimangono gli archi del chiostro con alcune lunette dipinte da Sebastiano Majewski che riportano scene legate alla vita di san Domenico. La restante porzione dell'edificio è parzialmente abitata dai Domenicani, mentre una gran parte è diventata sede dell'Archivio di Stato.
Il complesso, terminato nel 1407, fu chiuso agli inizi dell'Ottocento a seguito dell'editto napoleonico, ma restituito ai Domenicani nel 1931.